# Леонов, Василий Гурьевич
Василий Гурьевич Леонов — крестьянин, член Государственной думы I созыва от Херсонской губернии.

## Биография
Православный, крестьянин деревни Александрова Бирзуловской волости Ананьевского уезда Херсонской губернии. Землепашец.
14 апреля 1906 избран в Государственную думу I созыва от общего состава выборщиков Херсонского губернского избирательного собрания. Беспартийный. Поставил свою подпись под заявлением об отсрочке обсуждения ответного адреса. 10 мая 1906 года, то есть через две недели после начала работы Думы, заявил о сложении полномочий, так как счёл себя неподготовленным к выполнению обязанностей депутата. На его депутатское место избран крестьянин И. Ф. Воронков. 
Дальнейшая судьба и дата жизни неизвестны.